# Torkrör

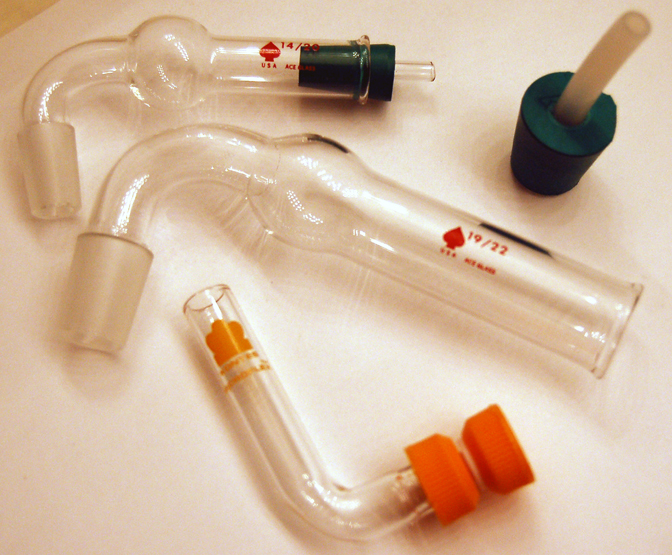
Tomma torkrör för "anslutning" till omgivande luft.

Principskiss av ett U-format torkrör fyllt med blåfärgat torkmedel. Gasen leds in och ut genom slangar kopplade till anslutningarna på vardera sidan. De orange propparna tas ur när man byter torkmedlet.

Torkrör används inom kemi för att avlägsna vattenånga från ("torka") en gas som passerar genom röret, vilket är fyllt med ett torkmedel, som exempelvis vattenfri kalciumklorid. Torkrör kan vara utformade på flera olika sätt - dels finns det rör som ansluter en uppkoppling till omgivande luft och används för att avlägsna ångan ur den luft som kommer in i systemet (dessa är vanligen raka eller vinkelböjda och försedda med en lufttät, oftast slipad, mindre ofta av gummi, propp i den ände som ansluts till systemet) och dels finns det rör med tillopp och utlopp genom vilka en gas leds - dessa är ofta U-formade och försedda med slangkopplingar för in- och utloppen. Torkmedlet hålls vanligen på plats med proppar av glasull; de kan också vara försedda med ett glasfilter för att förhindra att torkmedel kommer in i systemet.
Torkning av gaser kan också göras genom bubbling i en gastvättflaska med koncentrerad svavelsyra.